# 維利希利渡假村滑雪場
維利希利渡假村滑雪場（韓語：웰리힐리파크 스노우파크），舊稱現代星宇渡假村，位於韓國橫城郡的一個滑雪場，1995年成立，原本為星宇集團所擁有，2011年易手至新韓集團，2012年改名為維利希利渡假村滑雪場。